# Macieira de Rates
Macieira de Rates es una freguesia portuguesa del concelho de Barcelos, con 7,56 km² de superficie y 1967 habitantes (2001). Densidad de población: 260,2 hab/km².